# Глазами клоуна
«Глазами клоуна» (нем. Ansichten eines Clowns) — роман немецкого писателя, лауреата Нобелевской премии по литературе 1972 года Генриха Бёлля.

## Сюжет
Повествование ведётся от лица главного героя — клоуна, о чём автор извещает читателя непосредственно в заглавии произведения. Ганс Шнир, который сознательно избрал для себя это поприще, отвергнув другие открытые перед ним пути, описывает происходящие события, чередуя рассказ о них с воспоминаниями и размышлениями.

«Я — клоун, официально именуюсь комическим актёром, не принадлежу ни к какой церкви, мне двадцать семь лет…»

Будучи родом из богатой семьи «торговцев бурым углём», он, однако, бросил учёбу в 21 год, решив стать клоуном.

«Мать вела себя просто непозволительно. Она советовала отцу послать меня углекопом в шахту, а отец ежеминутно спрашивал, кем я собираюсь стать. Я заявил:
— Клоуном.
— Ты имеешь в виду актёром? — сказал он. — Хорошо… возможно, я смогу определить тебя в соответствующее училище.
— Нет, — возразил я, — не актёром, а клоуном, и училища не идут мне впрок».

Длительное время в разъездах по всей Европе Шнира сопровождала Мария, его возлюбленная. К моменту начала повествования она ушла от героя романа, и Ганс постоянно пребывает в подавленном состоянии, нередко прикладываясь к бутылке.

## Инсценировки
- 1968 — «Глазами клоуна» — театр им. Моссовета. Режиссёр, художник, исполнитель главной роли — Г. Бортников.

## Экранизации
- 1976 — «Глазами клоуна»[нем.][1]

## Реакция
После публикации в 1963 году роман вызвал полемику в прессе из-за негативного изображения католической церкви и партии ХДС. Либеральные взгляды Бёлля на религию и социальные вопросы вызвали гнев консерваторов в Германии. Консервативная пресса даже подвергла критике Нобелевскую премию Бёлля 1972 года, утверждая, что она присуждалась только «либералам и левым радикалам».